# Wild Ones
Wild Ones – drugi singel amerykańskiego rapera Flo Ridy z jego czwartego albumu studyjnego zatytułowanego Wild Ones. Śpiewa w nim też australijska piosenkarka Sia. Został wydany 19 grudnia 2011 roku w Stanach Zjednoczonych. Utwór został wyprodukowany przez szwedzkiego producenta Axwella. Piosenka zadebiutowała 7 stycznia na amerykańskiej liście Billboard Hot 100 na pozycji 57.

## Recenzje

### Sukces komercyjny
Singel najszybciej stał się numerem jeden zestawienia w Nowej Zelandii, gdzie w trzecim tygodniu znalazł się na podium, spędził na nim sześć nieprzerwane tygodnie. 29 stycznia 2012 roku utwór zajął pierwsze miejsce w Australii, spychając z pozycji lidera singel amerykańskiego zespołu Foster the People „Pumped Up Kicks”. Singel dotarł także do szczytu notowania w Norwegii, Kanadzie oraz na Węgrzech.

### Opinia krytyków
Scott Shelter, recenzent z PopCrush dał piosence trzy i pół gwiazdki na pięć. Stwierdził, że: "Chociaż wysokie-tempo utworu wykorzystuje syntezatory, to nigdy nie osiągnie ono obszaru elektoropopu. Jest to bardziej taneczna melodia z dobrymi wibracjami, która może zakazić każdego". Dodał, że utwór jest "godny następcy", czyli singla Good Feeling.
Na temat utworu dziennik USA Today napisał w rubryce The Playlist: "Rymy Flo Ridy o szalonej nocy z jeszcze bardziej szalonymi kobietami w wysokim, energetycznym i klubowym rytmie".

## Teledysk
7 lutego 2012 roku na oficjalnej stronie rapera pojawił się zwiastun teledysku, który kręcony był w Dubaju. Teledysk swoją oficjalną premierę ma 9 lutego na kanale VEVO.

## Wykorzystanie utworu
Utwór stał się oficjalną piosenką przewodnią zawodów WrestleMania XXVIII. Piosenka pojawiła się w filmiku, który opowiadał o historii Dwayne'a Johnson i jego przyszłej walce z John Ceną.

## Lista utworów
- Digital download[2]

1. "Wild Ones" – 4:06

## Notowania i certyfikaty

### Notowania
| Lista (2011)                               | Najwyższa pozycja |
| ------------------------------------------ | ----------------- |
| Australia (Top 50 Singles)                 | 1                 |
| Austria (Ö3 Austria Top 40)                | 3                 |
| Belgia (Flandria) (Ultratop 50 Singles)    | 8                 |
| Belgia (Wallonia) (Ultratop 50 Singles)    | 15                |
| Dania (Track Top-40)                       | 11                |
| Finlandia (Top 20 Singles)                 | 6                 |
| Francja (Top 200 Singles)                  | 11                |
| Irlandia (Top 50 Singles)                  | 3                 |
| Holandia (Single Top 100)                  | 7                 |
| Kanada (Billboard Canadian Hot 100)        | 1                 |
| Niemcy (Top 100 Singles)                   | 6                 |
| Nowa Zelandia (Top 40 Singles)             | 1                 |
| Norwegia (Top 20 Singles)                  | 1                 |
| Polska (AirPlay – Top)                     | 2                 |
| Błąd przy wprowadzaniu danych Polskadance2 | 43                |
| Szkocja (Top 40 Scottish)                  | 3                 |
| Hiszpania (Top 50 Singles)                 | 23                |
| Szwajcaria (Singles Top 100)               | 3                 |
| Szwecja (Top 60 Singles)                   | 3                 |
| Stany Zjednoczone (Hot 100)                | 5                 |
| Stany Zjednoczone (Pop Songs)              | 2                 |
| Stany Zjednoczone (R&B/Hip-Hop Songs)      | 82                |
| Stany Zjednoczone (Rap Songs)              | 8                 |
| Stany Zjednoczone (Hot Dance Club Songs)   | 30                |
| Stany Zjednoczone (Adult Top 40)           | 18                |
| Wielka Brytania (Singles Top 100)          | 4                 |
| Wielka Brytania (Top 40 R&B Singles)       | 1                 |
| Węgry (Dance Top 40 lista)                 | 5                 |
| Węgry (Rádiós Top 40 játszási lista)       | 1                 |

| Państwo   | Status             |
| --------- | ------------------ |
| Australia | 6× platynowa płyta |

## Historia wydania
| Kraj              | Data wydania     | Format           | Wytwórnia                               |
| ----------------- | ---------------- | ---------------- | --------------------------------------- |
| Stany Zjednoczone | 19 grudnia 2011  | Digital download | Atlantic Records, Poe Boy Entertainment |
| Wielka Brytania   | 21 stycznia 2011 | Digital download | Atlantic Records                        |
| Niemcy            | 17 lutego 2011   | CD Single        | Atlantic Records                        |